# Cryptocephalus albolineatus
Cryptocephalus albolineatus – gatunek chrząszcza z rodziny stonkowatych i podrodziny Cryptocephalinae
Gatunek ten został opisany w 1847 roku przez Christiana Wilhelma Ludwiga Eduarda Suffriana.
Chrząszcz o rozmieszczeniu alpejskim, wykazany z Francji, Austrii i Włoch.